# Fidencio Casillas
Fidencio Casillas, auch bekannt unter seinem Spitznamen Toronjo, ist ein ehemaliger mexikanischer Fußballspieler auf der Position eines linken Außenstürmers.

## Laufbahn
„Toronjo“ Casillas stand in den Anfangsjahren des Profifußballs in Mexiko von 1943 bis 1950 bei Atlas Guadalajara unter Vertrag. In der Saison 1945/46 gewann er mit den Rojinegros sowohl den Pokalwettbewerb als auch den Supercup.
In den sieben Jahren, die Casillas für Atlas in der mexikanischen Profiliga spielte, erzielte er mehr als 30 Tore. Seine in dieser Hinsicht erfolgreichste Spielzeit war die Saison 1944/45, in der ihm zwölf Treffer gelangen.
Zu Beginn der 1950er Jahre ließ er seine aktive Laufbahn beim CD Zacatepec ausklingen, für den er in den Spielzeiten 1951/52 und 1952/53 insgesamt elfmal erfolgreich war.